# Armageddon 2005
Armageddon 2005 fu la sesta edizione dell'omonimo evento in pay-per-view prodotto dalla World Wrestling Entertainment. L'evento, esclusivo del roster di SmackDown!, si svolse il 18 dicembre 2005 al Dunkin' Donuts Center di Providence (Rhode Island).
Nonostante l'evento appartenesse al roster di SmackDown!, esso ha visto la partecipazione anche di due wrestler del roster di Raw: i World Tag Team Champions Big Show e Kane.

## Storyline
A WrestleMania 21, The Undertaker sconfisse Randy Orton (al tempo appartenente al roster di Raw) per mantenere intatta la sua Streak. Nella puntata di SmackDown! del 16 giugno, Orton passò al roster di SmackDown! per effetto dell'annuale Draft. Il 21 agosto, a SummerSlam, Orton sconfisse Undertaker grazie all'aiuto di suo padre Bob Orton. Ciò portò The Undertaker a sfidare sia Randy che Bob in un 2-on-1 Handicap Casket match a No Mercy, dove Orton e suo padre prevalsero per poi dare fuoco alla bara in cui vi avevano rinchiuso il Deadman per vincere la contesa. Il mese successivo, a Survivor Series, Undertaker ritornò al termine del 5-on-5 Survivor Series match tra il Team Raw e il Team SmackDown per attaccare Orton, che aveva vinto il match per il Team SmackDown, ma quest'ultimo riuscì a fuggire lasciando diversi membri del roster di SmackDown, accorsi per festeggiare la vittoria, in balia del Deadman. Nelle successive puntate di SmackDown!, The Undertaker continuò a prendere di mira Orton con molteplici giochi psicologici, che infine culminarono quando il Deadman lo sfidò ad un Hell in a Cell match per Armageddon.
Il 27 novembre, a Survivor Series, il Team SmackDown (Batista, Bobby Lashley, John "Bradshaw" Layfield, Rey Mysterio e Randy Orton) sconfisse il Team Raw (Big Show, Carlito, Chris Masters, Kane e Shawn Michaels) in un 5-on-5 Survivor Series match. In seguito alla vittoria, il World Heavyweight Champion Batista, stanco dei continui attacchi subìti da parte dei World Tag Team Champions Big Show e Kane, decise di sfidarli ad un Tag Team match per Armageddon. The Animal scelse Rey Mysterio come suo partner per affrontare Show e Kane all'evento. Nella puntata di SmackDown! del 13 dicembre, Batista e Rey sconfissero gli MNM (Joey Mercury e Johnny Nitro) conquistando il WWE Tag Team Championship e, dato ciò, il match di coppia di Armageddon diventò un Champions vs. Champions Tag Team match con nessuno dei due titoli in palio.

## Evento
Prima della messa in onda dell'evento, Jamie Noble sconfisse Funaki a Sunday Night Heat.

### Match preliminari
Il primo match dell'evento fu tra Matt Hardy e John "Bradshaw" Layfield. Durante le fasi iniziali del match, Hardy rimase appeso tra la seconda e la terza corda del ring e JBL ne approfittò per strangolarlo e colpirlo ripetutamente alla testa. Dopo che Hardy ebbe una piccola offensiva, JBL rimosse un cuscinetto di protezione da un tenditore delle corde per poi lanciarci contro Hardy. Dopo che Hardy finì contro il tenditore delle corde esposto, JBL eseguì su di lui la Clothesline from Hell e lo schienò per vincere il match.
Il secondo match vide gli MNM (Joey Mercury e Johnny Nitro) affrontare i Mexicools (Psicosis e Super Crazy). Durante il match, Melina interferì in favore di Mercury e Nitro distraendo Psicosis. In seguito, Mercury e Nitro si portarono in vantaggio nei confronti di Psicosis, finché quest'ultimo non diede il cambio a Crazy. Dopo aver preso il cambio, Crazy iniziò a dominare il match. Melina tentò poi di interferire ancora una volta, ma non ci riuscì. Nel finale, Crazy eseguì un moonsault su Mercury e lo schienò, però Nitro ruppe lo schienamento. Mercury e Nitro eseguirono poi la Snapshot su Crazy, con Mercury che lo schienò per vincere il match.
Il match successivo fu il quarto match del Best of Seven Series valevole per il vacante United States Championship tra Booker T (con Sharmell) e Chris Benoit. Durante il match, entrambi si portarono in vantaggio l'uno sull'altro. In seguito, Benoit tentò svariate volte di applicare la Crippler Crossface su Booker, ma quest'ultimo contrattaccò. Più avanti, Sharmell interferì e colpì Benoit con un low-blow permettendo, così, a Booker di eseguire su di lui lo Scissors Kick per poi schienarlo, però Benoit si liberò dallo schienamento dopo un conteggio di due. Benoit eseguì poi il diving headbutt su Booker e lo schienò, ma quest'ultimo si liberò dopo un conto di due. Dopodiché, Benoit tentò di applicare la Crippler Crossface, però Booker evase dalla presa per poi colpire inavvertitamente l'arbitro, che finì KO. Benoit intrappolò poi Booker nella Sharpshooter e lo forzò alla resa, ma l'arbitro non poté vedere ciò. Sharmell salì dunque sul ring e colpì Benoit con una scopa. Data la distrazione di Benoit, Booker cercò di colpirlo con la Book-End, però Benoit rovesciò la manovra in una DDT. Dopo che l'arbitro si riprese, Benoit applicò la Crippler Crossface su Booker e lo forzò alla resa per vincere il match ed ottenere la prima vittoria nella serie al meglio dei sette incontri.
Il quarto match vide Paul Burchill e William Regal affrontare Bobby Lashley in un 2-on-1 Handicap match. Lashley controllò gran parte del match. Nel finale, Lashley eseguì la Dominator su Burchill e lo schienò per vincere il match.
Il match seguente fu quello per il Cruiserweight Championship tra il campione Juventud e lo sfidante Kid Kash. Durante il match, Kash tentò di eseguire uno springboard moonsault su Juventud, ma il campione alzò le ginocchia per contrattaccare la manovra. In seguito, Juventud eseguì una hurricanrana dalla terza corda del ring su Kash per poi colpirlo con la Juvi Driver e schienarlo, però Kash si liberò dallo schienamento dopo un conteggio di due. Nel finale, Kash eseguì la Dead Level su Juventud e lo schienò per vincere il match e conquistare il titolo.
Il sesto match vide i WWE Tag Team Champions Rey Mysterio e World Heavyweight Champion Batista affrontare i World Tag Team Champions Big Show e Kane. Durante il match, entrambi i team si portarono in vantaggio l'uno sull'altro. In seguito, Mysterio tentò di eseguire la 619 su Kane ma, dato che l'arbitro fu distratto, Big Show bloccò Mysterio e lo trascinò all'esterno del ring per poi rigettarlo all'interno del quadrato. Kane tentò, così, di colpire Mysterio con la Chokeslam, però quest'ultimo rovesciò la manovra in un bulldog. Più avanti, Batista colpì Kane con una Spear e la Spinebuster per poi combattere fuori dal ring con Big Show. Dato ciò, Mysterio eseguì la 619 su Kane per poi tentare la West Coast Pop, ma Kane lo bloccò al volo per poi colpirlo con la Chokeslam. Kane schienò poi Mysterio per vincere il match.

### Match principali
Il main event fu l'Hell in a Cell match tra The Undertaker e Randy Orton. Durante le fasi iniziali del match, entrambi si portarono in vantaggio l'uno sull'altro. In seguito, The Undertaker lanciò Orton contro dei gradoni d'acciaio per poi colpirlo al volto con una sedia d'acciaio, aprendogli una ferita alla fronte. The Undertaker gettò poi Orton ripetutamente contro le pareti metalliche della struttura, finché quest'ultimo non contrattaccò eseguendo una RKO sull'apron ring ai danni del Deadman. Dopodiché, Orton lanciò The Undertaker contro la struttura per poi colpirlo al volto con dei gradoni, aprendogli una ferita alla fronte, e strangolarlo con una catena d'acciaio. Dopo che Orton colpì The Undertaker al volto con una sedia, il Deadman scagliò Orton contro la struttura per poi tentare di eseguire su di lui un diving elbow drop, però egli fallì nel tentativo. The Undertaker attaccò poi "Cowboy" Bob Orton (che si trovava all'esterno della cella) e lo colpì con un big boot, ferendolo alla fronte. Successivamente, The Undertaker eseguì la Old School, una Reverse STO, un leg drop e la Chokeslam su Orton per poi tentare di colpirlo all'angolo. Tuttavia, Orton schivò l'attacco e posizionò The Undertaker su di un tavolo per poi salire sulla terza corda ed eseguire un diving splash sul Deadman, mandando il tavolo in frantumi. Orton schienò poi The Undertaker, ma quest'ultimo si liberò dallo schienamento dopo un conteggio di due. Pochi istanti dopo, The Undertaker tentò di colpire Orton con un pugno, però Orton schivò l'attacco e The Undertaker finì con il colpire in pieno l'arbitro, che andò KO. Mentre Bob stava entrando nella cella, Orton rovesciò la Chokeslam di The Undertaker in una RKO ma, dato che l'arbitro venne messo inavvertitamente KO in precedenza, il direttore di gara non poté contare lo schienamento. Un secondo arbitro si presentò dunque sul ring per dirigere il match e Orton schienò The Undertaker, però quest'ultimo si liberò dopo un conto di due. The Undertaker eseguì poi la Last Ride su Orton e lo schienò, ma Bob trascinò l'arbitro fuori dal quadrato per interrompere lo schienamento. Dato ciò, The Undertaker attaccò Bob per poi tentare di eseguire il Tombstone Piledriver su Orton, il quale rovesciò la manovra colpendo a sua volta The Undertaker con un Tombstone Piledriver. Orton schienò poi The Undertaker, ma il Deadman si liberò dopo un conteggio di due. Pochi attimi dopo, Bob tentò di colpire The Undertaker con un'urna, però il Deadman evitò l'attacco colpendo Bob con un big boot. Data la distrazione causata da suo padre, Orton provò ad approfittarne eseguendo la RKO su The Undertaker, ma quest'ultimo contrattaccò il tentativo per poi colpire sia Orton che Bob con l'urna. Nel finale, The Undertaker eseguì il Tombstone Piledriver prima su Bob e poi anche su Orton. The Undertaker schienò poi Orton per vincere il match.

## Risultati
| #    | Incontri                                                            | Stipulazioni                                       | Durata |
| ---- | ------------------------------------------------------------------- | -------------------------------------------------- | ------ |
| Heat | Jamie Noble ha sconfitto Funaki                                     | Single match                                       | 03:30  |
| 1    | John "Bradshaw" Layfield (con Jillian Hall) ha sconfitto Matt Hardy | Single match                                       | 06:20  |
| 2    | MNM (con Melina) hanno sconfitto The Mexicools                      | Tag team match                                     | 08:50  |
| 3    | Chris Benoit ha sconfitto Booker T (con Sharmell) per sottomissione | Single match                                       | 20:11  |
| 4    | Bobby Lashley ha sconfitto Paul Burchill e William Regal            | Two-on-one handicap match                          | 03:30  |
| 5    | Kid Kash ha sconfitto Juventud (c)                                  | Single match per il WWE Cruiserweight Championship | 09:00  |
| 6    | Big Show e Kane hanno sconfitto Batista e Rey Mysterio              | Champions vs. champions match                      | 08:33  |
| 7    | The Undertaker ha sconfitto Randy Orton (con Bob Orton)             | Hell in a cell match                               | 30:29  |